# Esaias Tegnér
Esaias Tegnér (13. listopadu 1782, Kyrkerud, Värmland – 2. listopadu 1846, Växjö, Småland) byl švédský romantický básník, biskup a profesor řečtiny na Lundské univerzitě. Je považován za švédského národního básníka.

## Život
Narodil se v rodině venkovského faráře. V devíti letech osiřel, ale díky jeho nadání (naučil se latině, řečtině, francouzštině a angličtině) mu bylo umožněno díky mecenášům vystudovat.  Roku 1799 se stal studentem na Lundské univerzitě a již roku 1802 promoval z filozofie. Na univerzitě pak působil jako docent estetiky a bibliotekář. Roku 1806 se oženil s Annou Myhrmanovou, nejmladší dcerou svého bývalého mecenáše, kterou znal již od dětství. Roku 1812 byl na univerzitě jmenován profesorem řečtiny a byl vysvěcen na kněze, V tom samém roce se stal členem romantického Gótského spolku (Götiska Förbundet) a v klubovém časopise Iduna publikoval svou poezii a své názory, zejména pokud jde o studium staré islandské literatury a historie. Byl rovněž skvělým řečníkem. Roku 1819 byl zvolen členem Švédské akademie.

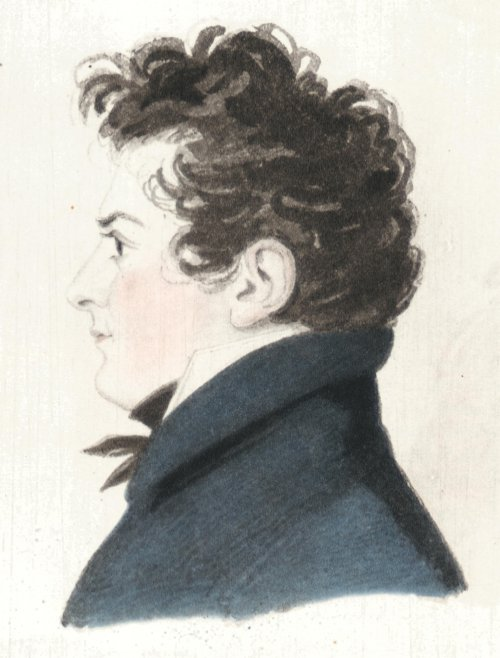
Esaias Tegnér ve dvacátých letech od Leonarda Roose af Hjälmsätera

V prvních básnických pokusech navazoval na tradice klasicistní poezie a v tomto duchu napsal i nacionální epos Svea (1811) vyjadřující nálady ve Švédsku po odtržení Finska od Švédska po prohrané finské válce s Ruskem, za který obdržel hlavní cenu Švédské akademie. Po vstupu do Gótského spolku začínají mít jeho básně romantické rysy. Zachoval si však odstup od současných módních literárních manýr a odmítal jak osvícenskou racionalistickou filozofii tak i přehnané romantické uctívání všeho mystického a temného. Usiloval o syntézu mezi klasicismem a romantismem. Jeho poezie, inspirovaná Schillerem, dánským romantikem Oehlenschlägerem, idealismem Kanta a Fichteho a staroseverskou mytologií, obsahuje národní i romantické motivy a má svižný energický spád v rychlém sledu obrazů a asociací. Evropské slávy pak dosáhl přebásněním staroislandské ságy Frithijofs Saga (1825, česky jako Píseň o Frithiofovi), která byla přeložena do řady jazyků.
Funkci profesora vykonával až do roku 1825, kdy byl jmenován biskupem ve Växjö, čímž se stal zároveň členem Riksdagu (švédského parlamentu). V roce 1835 byl zvolen členem  Královské švédské akademie věd a roku 1838 čestným členem Královské švédské akademie literatury, historie a starožitností.
Roku 1840 se naplno projevila jeho těžká duševní choroba, jejíž symptomy se objevovaly již od roku 1833. Tegnér se obával šílenství, kterým trpěl jeho starší bratr, a podíl na jeho zhroucení měla pravděpodobně i jeho nešťastná láska. Trpěl nedůvěrou v život a lidi. Byl poslán na léčení do sanatoria ve Šlesvicku a roku 1841 se mohl vrátit do svého úřadu. V říjnu roku 1846 mu ale mrtvice ochromila levou stranu těla a 2. listopadu téhož roku krátce před půlnocí zemřel. Byl pohřben na hřbitově ve Växjö.

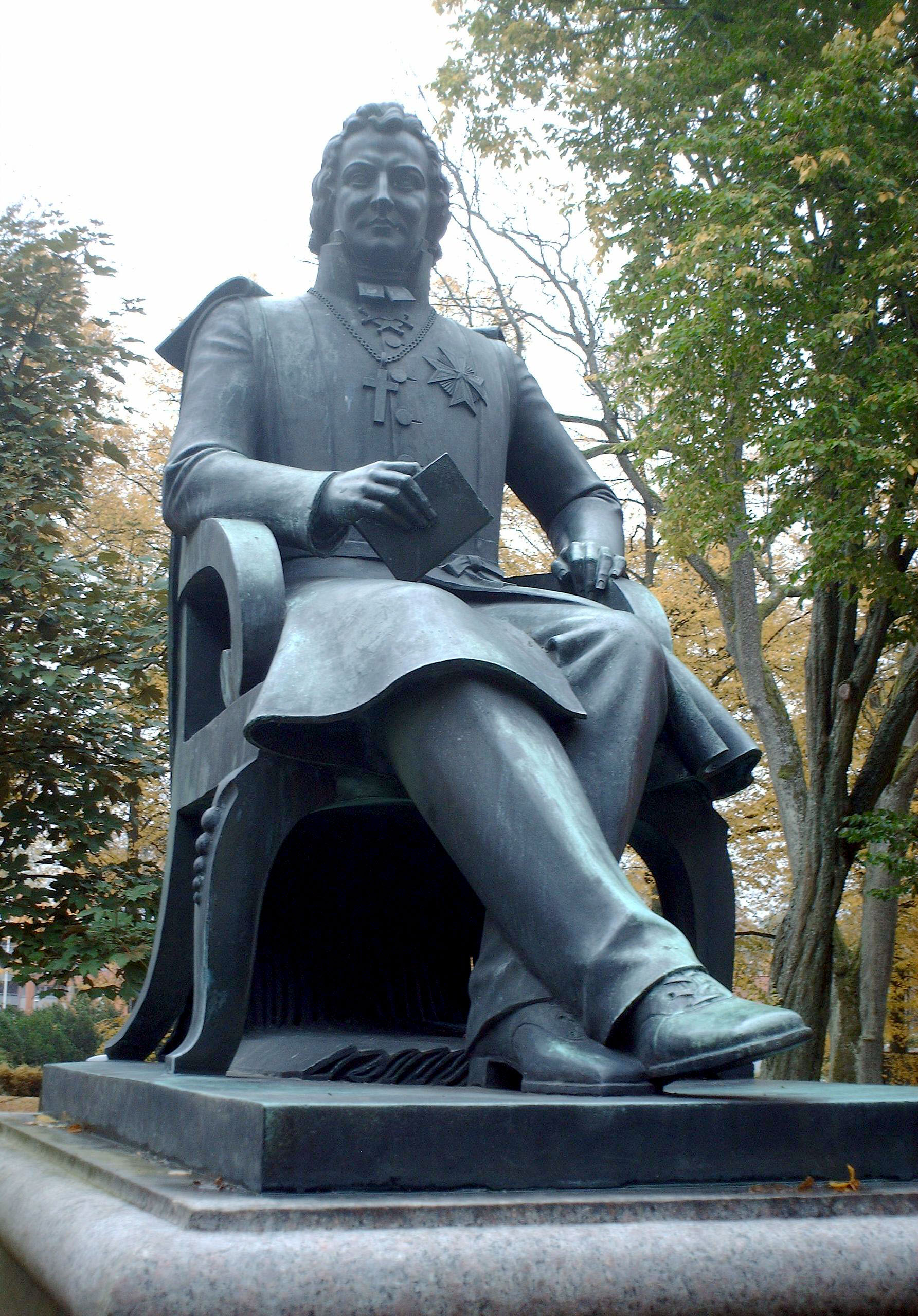
Tegnérova socha ve Växjö od Arvida Källströma

## Výběrová bibliografie
- Över livets plågor och tröst (1803, Nad životními útrapami a útěchou), báseň vycházející z principů klasicismu.
- Det eviga (1810, Věčnost), klasicistní báseň namířená proti Napoleonovi, o němž se Tegnér domníval, že podporoval ruskou expanzi do Švédska
- Svea (1811), patriotický rétorický epos v alexandrínech pojednávající o švédské ztrátě Finska, který získal cenu Švédské akademie.
- Sång till solen (1813, Zpěv slunci), romantická báseň
- Stjärnsången (1817, Píseň hvězd), romantická báseň
- Hjälten (1813, Hrdina), báseň věnovaná Napoleonovi, na nějž přehodnotil svůj názor.
- Den vaknade örnen (1815, Probuzený orel), báseň chválící Napoleona.
- Nattvardsbarnen (1820, Děti večeře Páně), idyla, kterou americký básník Longfellow přeložil do angličtiny.
- Axel (1821), hrdinská veršovaná pohádka
- Mjeltsjukan (1824, Melancholie), báseň obsahující básníkovi pocity smutku a bázně ze života.
- Frithiofs saga (1825, Píseň o Frithiofovi), lyrickoepická parafráze staroislandské ságy skládající se z 24 metricky rozlišených zpěvů. Dílo bylo přeloženo do řady jazyků a přineslo Tegnérovi evropskou slávu.
- Smärre samlade dikter af Esaias Tegnér (1828, Menší sebrané básně Esaiase Tegnéra), sbírka básní.
- Den döde (1834, Mrtvá), elegická báseň
- Avsked med min lyra (1840, Rozloučení s mou lyrou), báseň vyjadřující nastupující duševní problémy.
- Kronbruden (Panenská nevěsta) a Gerda, nedokončené epické básně..

## Adaptace

### Hudba
Mnohé Tegnérovy básně byly zhudebněny, například švédsko-finským skladatelem Bernhardem Crusellem, v jehož díle zaujímají písně napsané na Tegnérovy texty významné postavení.

### Film
- Carl XII:s kurir (1924, Kurýr Karla XII.), švédský němý film, režie Rudolf Anthoni.[12]
- Frithiofs Saga (1924), švédský němý film, režie Moritz Tyster.[13]

## Česká vydání
- Píseň o Frithiofovi. Praha: Jan Otto 1891, přeložil Josef Václav Sládek.